# Amintinus minutissimus
Amintinus minutissimus là một loài bọ cánh cứng trong họ Bostrichidae. Loài này được Damoiseau miêu tả khoa học năm 1968.